# Elettra (A 5340)
Elettra (A 5340) est un navire de renseignement d'origine électromagnétique de la marine italienne désigné comme  «Nouvelle unité de soutien polyvalente» (NUPS, ).Il est conçu pour mener des activités de recherche et de surveillance, la plate-forme du navire a été développée à partir de l’Alliance RV construite pour l’OTAN.
Son système de propulsion, basé sur deux moteurs électriques à aimants permanents, constitue une percée technologique, il est le premier navire de surface au monde à être propulsé par ce type de moteur. Les principales caractéristiques de ce système de propulsion sont les suivantes : haute fiabilité, haut rendement, faible entretien et faible bruit rayonné sous l'eau.

## Caractéristiques
Le navire est équipé de :
- équipement de renseignement électronique avancé, comprenant 27 systèmes de reconnaissance électroniques et acoustiques divers
- ROV submersible pouvant fonctionner à une profondeur maximale de 1 000 mètres
- sondeur
- une plage arrière pouvant permettre de déployer des véhicules aériens sans pilote
- 1 caisson hyperbare DRASS Galeazzi pour 8 personnes [3]

## Navires
Navires de la même classe :
|              | Pennant number | Numéro de coque | Propriétaire               | Lancement        | Mise en service   |
| ------------ | -------------- | --------------- | -------------------------- | ---------------- | ----------------- |
| NRV Alliance | A 5345         | 921             | OTAN Exploité par : Italie | 9 juillet 1986   | 6 mai 1988        |
| Ta Kuan      | AGS-1601       | 5942            | Taïwan                     | 17 décembre 1994 | 26 septembre 1995 |
| Elettra      | A 5340         | 6080            | Italie                     | 24 juillet 2002  | 2 avril 2003      |